# Kumano Hongū Taisha
Kumano Hongū Taisha o Kumano Hongū-taisha (熊野本宮大社?) es uno de los tres grandes santuarios sintoístas históricos que forman parte del Kumano Sanzan, ubicado en Tanabe (anteriormente en el pueblo de Hongū), prefectura de Wakayama, en lo profundo de las montañas escarpadas de la península de Kii, Japón y cerca de la cascada Nachi (Nachi no taki).

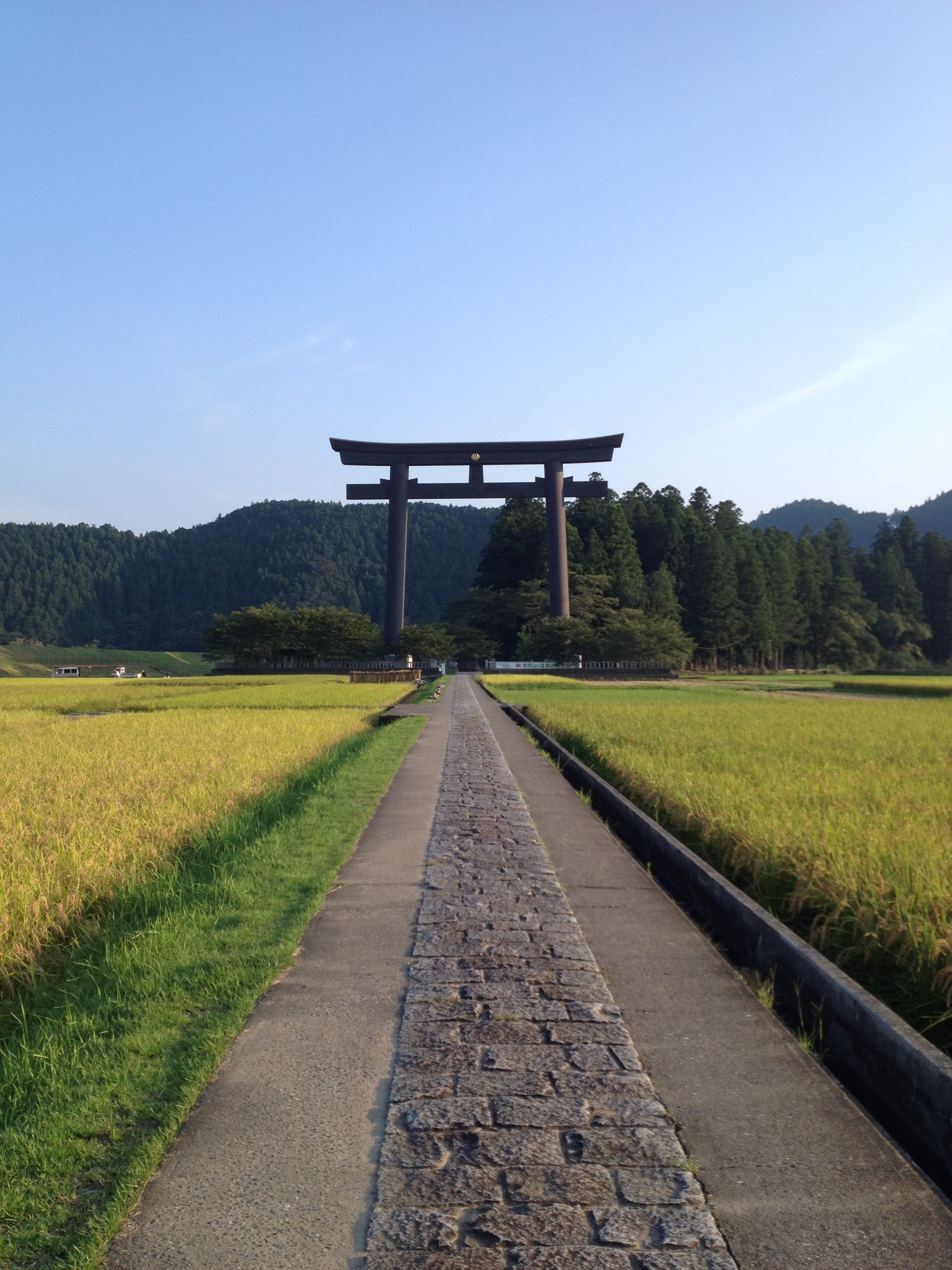
Torii en Ōyunohara denominado Otorii (Gran torii).

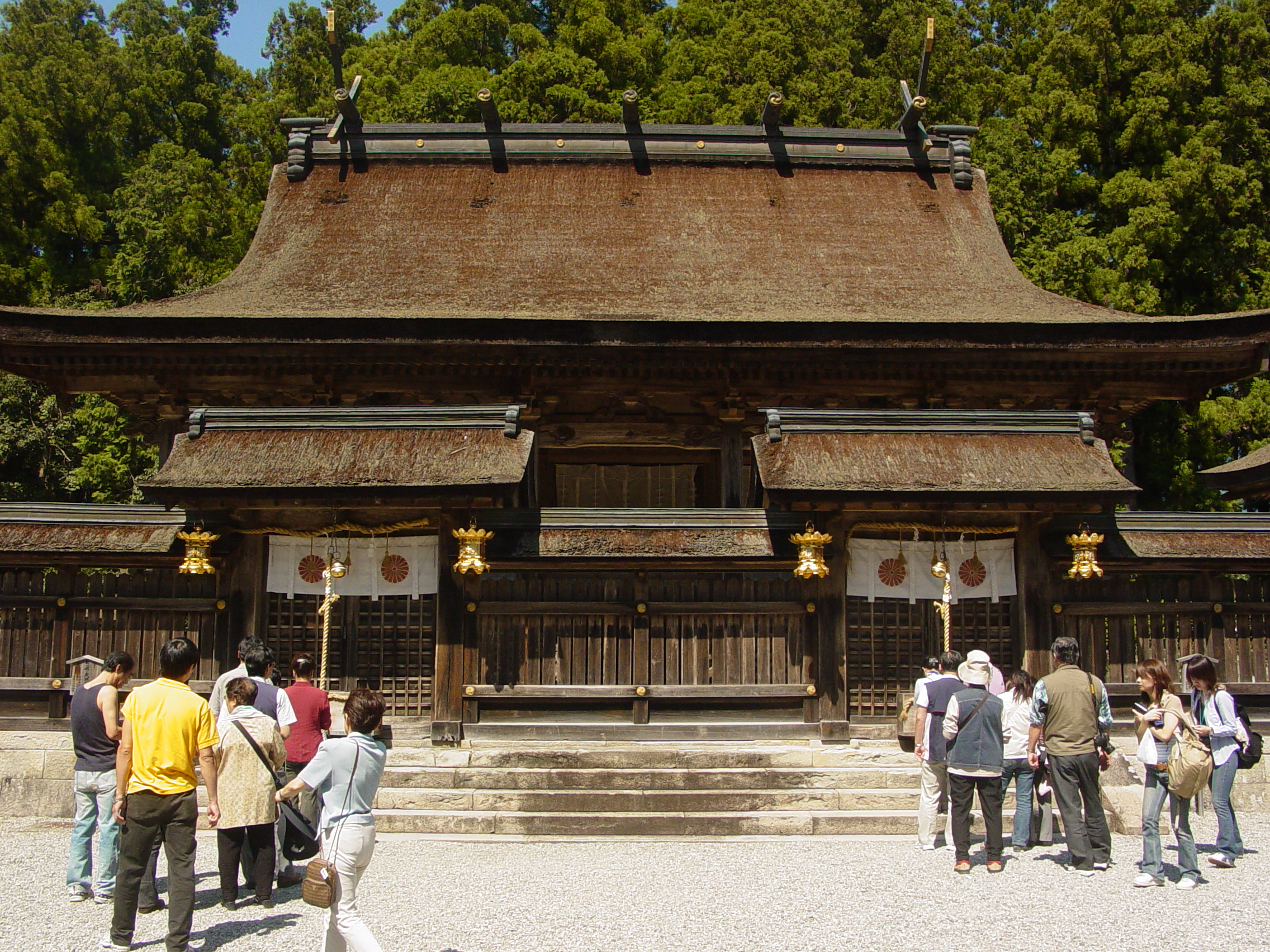
Santuario Kumano Hongū.

Como parte del Kumano Sanzan, junto con los santuarios Kumano Hayatama Taisha y Kumano Nachi Taisha, está incluido desde julio de 2004 como Patrimonio de la Humanidad 'Sitios sagrados y rutas de peregrinación de los Montes Kii'. El Kumano Hongu-Taisha es el santuario principal de los más de 3,000 santuarios kumano en Japón. Todas los antiguos caminos Kumano Kodō conducen al Gran Santuario, dedicado a un Gongen de Kumano (熊野権現).
Sin embargo, la identidad exacta de la deidad principal a la que se honra en este santuario es desconocida, como ocurre a menudo en los santuarios sintoístas, aún en los más antiguos y prestigiosos. Está considerado como uno de los típicos santuarios dedicados a Amaterasu, simple e incluso algo austero, pero situado en un entorno natural de gran belleza, entre cedros y otros árboles centenarios.
También es misterioso que el nicho central no contenga ningún go-shintai (御神体?), representación simbólica de los kami o deidades sintoístas y que tradicionalmente sirven como soporte para la encarnación de los kami. Los sacerdotes que custodian el santuario piensan que el espíritu de Kuni-no-Toko-tachi-no-Kami habita allí. En el Nihongi, Kuni-no-Tokotachi es el primer kami que aparece, por lo que esta misteriosa deidad juega un papel importante en la génesis sintoísta.
Originalmente, el Kumano Hongū-taisha se ubicaba en el actual Ōyunohara (大斎原?), en un banco de arena en la confluencia del río Kumano y del río Otonashi. En 1889, fue parcialmente destruido por una inundación y los edificios que quedaron fueron trasladados a su sitio actual en 1891. De los cinco pabellones originales, tres fueron reconstruidos. Cuatro deidades fueron trasladadas allí y las otras ocho todavía se las venera allí en dos monumentos de piedra. 
En el año 2000, se erigió el torii más grande del mundo (33,9 metros de alto por 42 de ancho) en la entrada del banco de arena de Oyunohara. Es una puerta oficial que designa la entrada a un área sagrada. Marca la división de los mundos laico y espiritual. Este torii se llama Otorii (la "O" significa 'grande') y está hecho de acero, pesando 172 toneladas, tardando aproximadamente seis meses en la fabricación y otros seis meses en su ensamblado.

## Historia

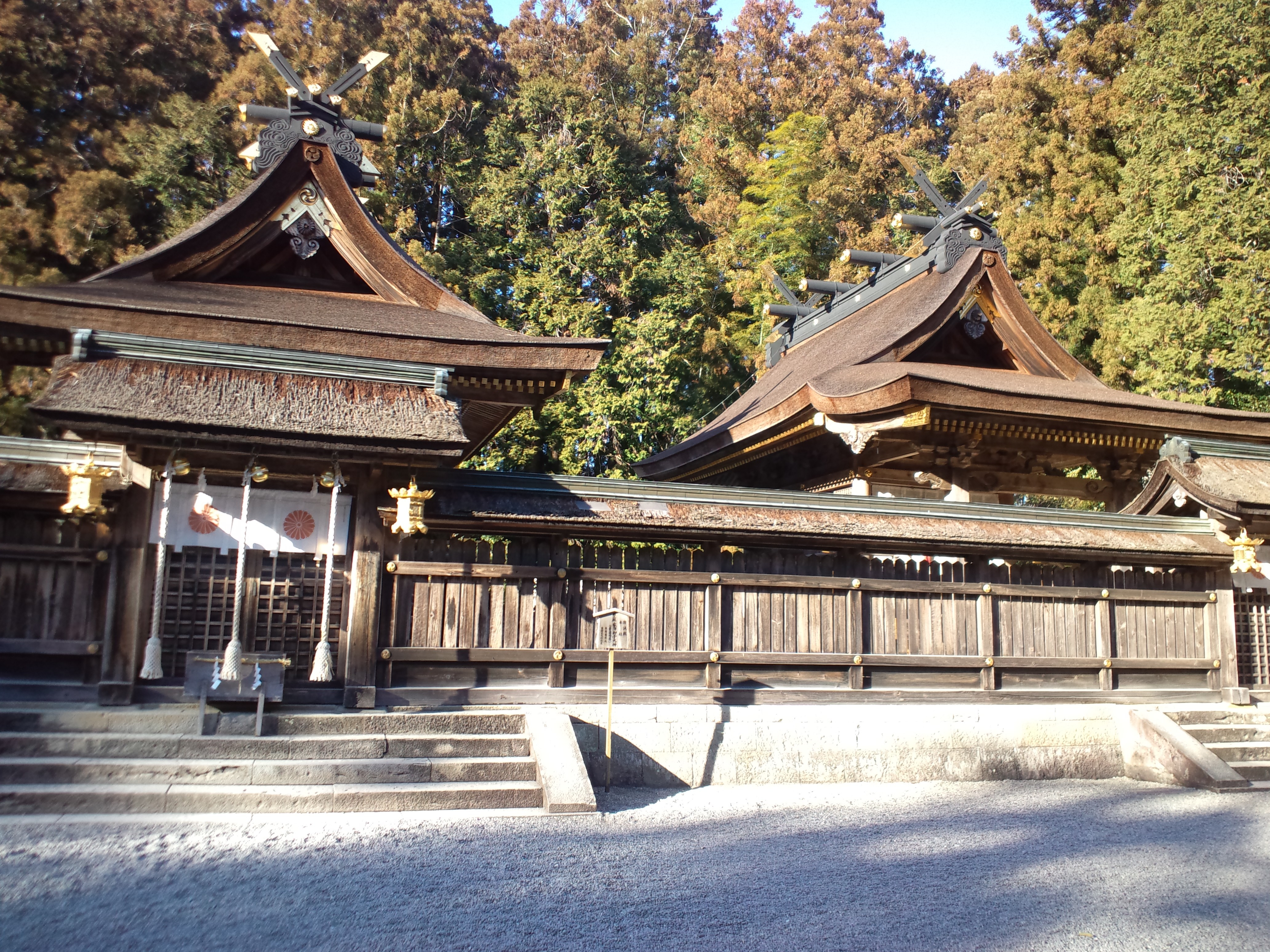
Pabellón principal del Kumano Hongu Taisha.

Hace más de 900 años, un peregrino escribió acerca de una gran área sagrada que incluía cinco pabellones principales que consagraban a 12 deidades. Otros pequeños templos y santuarios se pueden encontrar alrededor de los edificios principales. A lo largo de los siglos, los pabellones fueron parcialmente destruidos por incendios periódicos e inundaciones, pero siempre se reconstruyeron fielmente a su estado original. El último incendio fue en 1776 y los edificios se reconstruyeron nuevamente en 1803. El primer dibujo de los terrenos del santuario de hace más de 800 años y la reconstrucción que tuvo lugar en 1803 son casi exactamente idénticos. Después de la inundación de 1889, los pabellones del santuario fueron trasladados y reconstruidos a su ubicación actual.
Frente al Gran Santuario se encuentra el Centro de Patrimonio de Hongu y un hito del Camino de Santiago español, ofrecido por Galicia en 2014 como conmemoración del hermanamiento con el Kumano Kodo y con la distancia de 10.755 km que son los que separan Hongu-cho Tanabe de Santiago de Compostela.

## Arquitectura

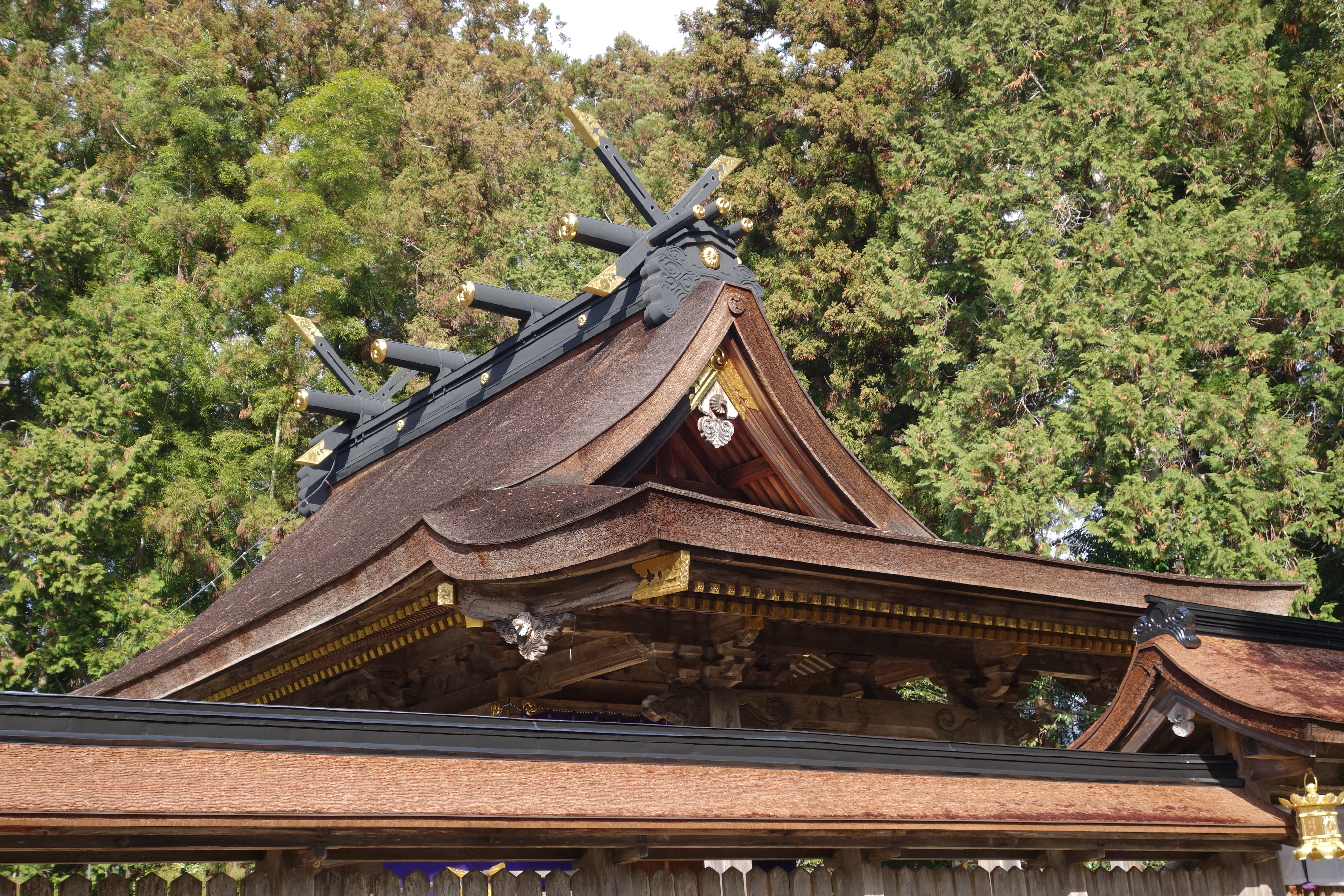
Tejado del santuario.

Los pabellones del santuario son un importante ejemplo de la arquitectura del santuario japonés. La utilización de materiales naturales sin terminar le permite armonizarse sin esfuerzo con el entorno natural. En su construcción se han usado inteligentes formas de unión para evitar los clavos. El grueso tejado se extiende graciosamente hacia adelante y se extiende sobre las escaleras y el área frente al santuario. Está hecho completamente de Hinoki o corteza de ciprés japonés. 
Los adornos de bronce en la parte superior del tejado son característicos de la arquitectura de santuario. Las piezas transversales en forma de X que perforan el cielo se llaman chigi y las vigas de troncos que se colocan horizontalmente a lo largo y perpendicular a la línea de cresta se llaman katsuogi. Esta combinación añade un toque dramático a la línea del tejado.
Característico del Kumano Hongu Taisha es el espacio o corredor bajo las verandas de los pabellones. En el pasado, los peregrinos y los ascetas usarían este pequeño refugio para la meditación, la oración, el sutra, los ritos austeros e incluso como lugares para dormir. De hecho, aquí es donde se iluminó el santo Ippen Shonin. El Kumano Hongu Taisha es una mezcla entre los estilos Kasuga y Taisha, pero debido a este corredor sagrado, también se lo conoce como estilo Kumano.

## Fiestas
La Fiesta de primavera del Kumano Hongu Taisha, se celebra anualmente del 13 al 15 de abril, estando considerada la fiesta por excelencia de Kumano, y está íntimamente ligada con la peregrinación y el camino de peregrinación de Kumano Kodo. Cada 13 de abril, los padres y sus hijos se purifican en las aguas sagradas del Yunomine Onsen antes de caminar sobre la etapa Dainichi-goe del Kumano Kodo a Oyunohara con sus trajes tradicionales. Los jóvenes llevan el personaje en la frente y tienen prohibido tocar el suelo. El 15 de abril son invocadas las deidades de Kumano  para que se establezcan temporalmente en un santuario portátil mikoshi y regresen a su lugar de origen, Oyunohara. El ambiente es sereno, tradicional, auténtico e inspirador.
La Fiesta del fuego de Yata-no-Hi Matsuri tiene lugar el último sábado de agosto, en Oyunohara (Hongu-cho), en honor al cuervo de tres patas Yatagarasu. Esta fiesta del fuego incluye el desfile de un mikoshi de fuego, un resonar de tambores Taiko, bailes y fuegos artificiales.